# Пятых, Анна Викторовна
Анна Викторовна Пятых (род. 4 апреля 1981 года в Москве, СССР) — российская легкоатлетка, выступает в тройном прыжке. 

## Достижения
Анна Пятых является чемпионкой России в 2004 (14,96 м) и в 2006 (14,67 м). На международном уровне она трижды завоёвывала бронзовую медаль: на чемпионате мира 2005 в Хельсинки, на чемпионате мира 2009 в Берлине и на чемпионате Европы 2006 в Гётеборге. Также завоёвывала серебряную медаль на чемпионате мира  в помещении 2006 в Москве и бронзовую медаль на чемпионате мира в помещении 2010 в Дохе.  Участница двух Олимпиад (2004, 2008).
В 2006 году Анна была обладательницей лучшего результата сезона в мире в тройном прыжке — 15 м 2 см.

## Дисквалификация за допинг
Международный спортивный арбитражный суд (CAS) своим решением от 18 августа 2017 дисквалифицировал Анну Пятых сроком на четыре года за злоупотребление туринаболом (англ. Chlorodehydromethyltestosterone). Действие дисквалификации российской спортсменке засчитывается с 15 декабря 2016.